# Rob Affuso
Rob Affuso, född 1 mars 1963 i Newburgh, New York som Robert James Affuso, är en amerikansk trummis. Han är mest känd som originaltrummisen i heavy metal-bandet Skid Row. Han spelade i bandet från 1987 fram till första splittringen 1998.
Han har även spelat i Ozone Monday med flera av Skid Rows medlemmar samt Soulsystem som är hans nuvarande band.

## Biografi
Affuso började sin musikkarriär i ett Rush-coverband vid namn Minstrel. Senare blev han medlem i gruppen Sutton Thomas, som dock aldrig spelade in något material. Samtidigt hade Skid Row börjat ta fart i New Jersey av låtskrivarna Dave Sabo (spelade tidigare i Bon Jovi) och Rachel Bolan. Bolan rekryterade en andra gitarrist, Scotti Hill. Sabo visste vem Affuso var och efter ett par repningar tillsammans var han med i bandet.